# 小林祐武
小林 祐武（こばやし ひろむ、1955年8月10日 - ）は、元外務省職員。元同省課長補佐。

## 経歴
- 1974年（昭和49年）3月 - 都立高校卒業
- 1974年12月 - 国家公務員採用試験初級職合格
- 1975年（昭和50年）1月 - 外務省に入省し、アメリカ局北米第二課配属。当時の首席事務官大島正太郎（現在、世界貿易機関上級委員）、庶務班長は松尾克俊（外務省機密費流用事件で逮捕）。
- 1978年（昭和53年） - ノルウェー大使館副理事官
- 1981年（昭和56年） - 在アラブ首長国連邦日本国大使館
- 1984年（昭和59年） - 大臣官房海外広報課
- 1985年（昭和60年） - 欧亜局大洋州課庶務班長
- 1988年（昭和63年） - 在タイ日本国大使館副領事
- 1990年（平成2年） - 経済局国際機関第一課
- 1993年（平成5年） - 経済局総務参事官室庶務班長。当時の大臣官房会計課首席事務官は、奥克彦（イラクで銃撃を受け殉職）。
- 1995年（平成7年） - APEC大阪会議開催準備局
- 1998年（平成10年） - 外務省課長補佐
- 1999年（平成11年） - 九州沖縄サミット準備事務局
- 2001年（平成13年）7月 - 外務省にハイヤー代を水増し請求し詐欺容疑で逮捕（外務省機密費流用事件にともなう私的不正流用事件）
  - 8月 - 外務省から懲戒免職処分を受ける
- 2002年（平成14年）8月 - 保釈
- 2002年5月 - 懲役2年6月、執行猶予5年
- 2003年8月（平成15年） - 日本ポリグル入社

## 同期
- 河相周夫（12年外務事務次官・10年内閣官房副長官補）
- 別所浩郎（12年駐韓大使・10年外務審議官）
- 奥田紀宏（13年駐カナダ大使・10年駐エジプト大使・08年国連次席大使）
- 谷崎泰明（13年外務省研修所長・10年駐ベトナム大使）
- 三輪昭（14年関西担当大使・10年駐ブラジル大使・08年駐ポルトガル大使）
- 鈴木庸一（13年駐フランス大使・10年駐シンガポール大使）
- 持田繁（10年国連事務総長副特別代表）
- 門司健次郎（13年ユネスコ代表部大使・10年駐カタール大使）
- 渥美千尋（11年駐アイルランド大使・08年駐パキスタン大使）
- 山口寿男（07年駐ノルウェー大使・06年駐イラク大使）
- 岸野博之（13年駐ラオス大使・10年駐エチオピア大使）
- 水城幾雄（10年駐パナマ大使）
- 江川明夫（13年駐スロバキア大使・10年駐ザンビア大使）
- 竹内春久（13年駐シンガポール大使・11年駐沖縄担当大使・08年駐イスラエル大使）
- 西林万寿夫（13年駐ギリシャ大使・10年兼北極担当大使・12年文化交流担当大使・09年駐キューバ大使）
- 篠塚保（12年国際テロ対策・組織犯罪対策協力担当兼サイバー政策担当大使・09年駐バングラデシュ大使）
- 蒲原正義（13年駐カザフスタン大使・12年査察担当大使・9年駐グルジア大使）
- 森元誠二（13年駐スウェーデン大使・08年駐オマーン大使）
- 椿秀洋（12年駐ボリビア大使）
- 庄司隆一（11年駐ナイジェリア大使）
- 清水武則（11年駐モンゴル大使）
- 隈丸優次（13年駐カンボジア大使）
- 藤田順三（13年駐ウガンダ大使）
- 丸尾眞（12年科学技術協力担当大使・10年駐キルギス大使）
- 名井良三（13年駐アンゴラ大使）
- 福田米蔵（11年駐ジンバブエ大使）
- 大部一秋（13年駐ウルグアイ大使）

## 著書
- 「私とキャリアが外務省を腐らせました 汚れ仕事ザンゲ録」（講談社、2004年）